# 1983 no jornalismo
Nesta página encontrará referências aos acontecimentos directamente relacionados com o jornalismo ocorridos durante o ano de 1983.

## Eventos
- Março — Publicação em Lisboa, do jornal humorístico semanal "O Bisnau".[1] Deixou de ser publicado em 1984.
- 8 de novembro — Fundação do Clube de Jornalistas (associação portuguesa).[2]

## Nascimentos
| Data       | Nome            | Profissão                            | Nacionalidade | Observações | Ref |
| ---------- | --------------- | ------------------------------------ | ------------- | ----------- | --- |
| 3 de julho | Valéria Almeida | apresentadora e jornalista           | Brasil        |             |     |
| ??         | Rui Pereira     | jornalista e professor universitário | Portugal      |             |     |

## Mortes
| Data           | Nome                 | Profissão                           | Nacionalidade                              | Observações | Ref |
| -------------- | -------------------- | ----------------------------------- | ------------------------------------------ | ----------- | --- |
| 28 de janeiro  | Chianca de Garcia    | dramaturgo, jornalista e cineasta   | Reino Unido de Portugal, Brasil e Algarves | n. 1898     |     |
| 23 de novembro | Cristóvão de Alencar | compositor, radialista e jornalista | Brasil                                     | n. 1910     |     |